# Religion Aleluia
La religion Aleluia (Alléluia en français) est une religion messianique apparue dans les années 1950 au Brésil. Elle est pratiquée par le peuple indigène Ingariko et quelques groupes Kapon dans l'État du Roraima.
La religion Aleluia est un élément essentiel de cohésion sociale chez ces peuples, le « pasteur » de cette croyance étant un élément essentiel dans l'organisation politique du village. Même en intégrant des influences extérieures, les Ingarikó ont résisté localement à la prise de contrôle historique de leur culture spirituelle par des églises grâce à la pratique de la religion Aleluia.

## Sources
- (pt-BR) « Parque Nacional do Monte Roraima: Constituindo a arena de negociação política dos Ingarikó frente à conservação da natureza, em Terra indígena »(Archive.org • Wikiwix • Archive.is • Google • Que faire ?) (Parc national du Mont Roraima : constitution d'un cadre de négociation politique des Ingarikó face à la protection de l'environnement, sur les Terres indigènes).
- (pt-BR) Aleluia e o banco de luz: messianismo indígena no Norte Amazônico, S. A. de Abreu, UNICAMP/CMU, Campinas (2004).